# Anassila (poeta)
Anassila, o Anassilao (in greco antico: Ἀναξίλας?, o Ἀναξίλαος; Atene, inizio IV secolo a.C. – fine IV secolo a.C.), è stato un poeta e commediografo greco antico.

## Biografia
Contemporaneo di Platone e Demostene, attaccò il primo in una delle sue commedie, sicché se ne deduce che gli estremi cronologici della sua biografia e della sua attività come commediografo si situano in pieno IV secolo a.C.

## Commedie
Di Anassila sopravvivono circa 30 frammenti e i titoli di diciannove delle sue commedieː Gli allevatori di polli, Calipso, Circe, Il costruttore di lire, I Cuochi, Giacinto lenone, Le Grazie, Nereo, L'orefice, La pollastra, I ricchi, Il solitario, Il flautista, Il valore.
Di queste commedie, otto sono di argomento mitologico e appartengono, di fatto, alla transizione tra commedia antica e nuova, anche se la notizia degli attacchi personali a Platone induce a inserire Anassila nell'ultima parte della commedia antica.